# Edward Ferry
Pour les articles homonymes, voir Ferry.
Edward Ferry, né le 18 juin 1941 à Seattle et mort le 18 septembre 2023, est un rameur américain ayant participé aux Jeux olympiques d'été de 1964 dans l'épreuve du deux barré. Il devient champion olympique avec son compatriote Conn Findlay.

## Palmarès

### Jeux olympiques
- Jeux olympiques de 1964 à Tokyo,  Japon
  -  Médaille d'or